# Колко зелена беше моята долина (филм)
„Колко зелена беше моята долина“ (на английски: How Green Was My Valley) е американска драма от 1941 г. на режисьора Джон Форд, заснет в Уелс. Филмът, който е базиран на едноименния роман от 1939 г., написан от Ричард Лъуин, той е продуциран от Даръл Ф. Занук и продуциран от Филип Дън. Във филма участват Уолтър Пиджън, Морийн О'Хара, Доналд Крисп, Ана Лий и Роди Макдауъл.
Той има 5 награди и номинации „Оскар“, който се бореше за „Гражданинът Кейн“, „Сержант Йорк“ и „Малтийският сокол“ за най-добър филм, докато Форд спечели наградата за най-добра режисура, Доналд Крисп за най-добра поддържаща мъжка роля, Артър Милър за най-добър оператор и Ричард Дей, Нейтън Юрън и Томас Литъл за най-добра сценография. През 1990 г. филмът е събран за запазване в Националния филмов регистър на САЩ от „Библиотеката на Конгреса“. През 1998 г. филмът е запазен в Academy Film Archive.

## Актьорски състав
| Актьор          | Роля                                                |
| --------------- | --------------------------------------------------- |
| Уолтър Пиджън   | господин Грифид – пасторът на селския параклис      |
| Морийн О'Хара   | Анахарад Морган                                     |
| Доналд Крисп    | Гуилим Морган                                       |
| Роди Макдауъл   | Хю Морган                                           |
| Сара Олгуд      | Бет Морган                                          |
| Ана Лий         | Бронуин, съпругата на Ивор                          |
| Патрик Ноулс    | Ивор Морган                                         |
| Джон Лодър      | Йанто Морган                                        |
| Бари Фицджералд | Цифарта, мениджър по бокс                           |
| Рис Уилямс      | Дай Бандо, боксьор                                  |
| Мортън Лаури    | господин Джонас, учителят на Хю                     |
| Артър Шийлдс    | господин Пари, дяконът                              |
| Фредерик Уорлок | доктор Ричардс                                      |
| Ричард Фрейзър  | Дейви Морган                                        |
| Еван С. Еванс   | Гуилим Морган младши                                |
| Джеймс Монкс    | Оуен Морган                                         |
| Етел Грифис     | госпожа Никълъс, камериерката                       |
| Лайнъл Папе     | господин Евънс старши                               |
| Мартен Ламонт   | Йестин Евънс, неговият син                          |
| Ан Е. Тод       | Цейнуен, училищното момиче                          |
| Клифърд Сивърн  | Мървин Филипс, училищния побойник, който тормози Хю |
| Ървинг Пичел    | Хю Морган като възрастен                            |

## Адаптации
„Колко зелена беше моята долина“ е адаптирана като половин-часова радиопиеса, излъчена на 22 март 1942 г. в „Скрийн Гюлд Тиътър“, със Сара Олгуд, Доналд Крисп, Роди Макдауъл, Морийн О'Хара и Уолтър Пиджън.